# 함흥 축구단
함흥축구단은 1938년 함경남도 함흥을 연고지로 하여 창단된 축구단이다.

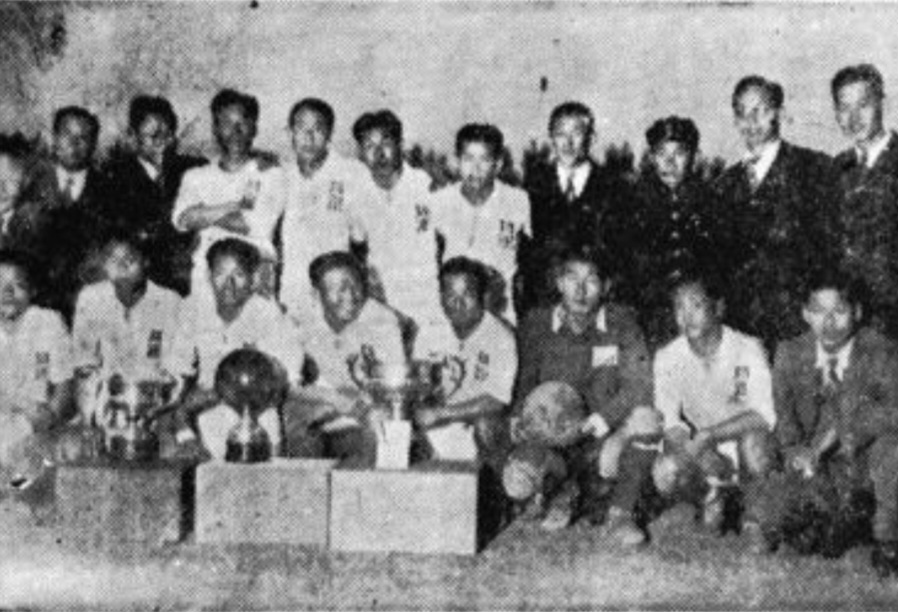
1938년 3지방대항축구전에서 우승한 함흥 축구단

## 역사

### 창단 이전
1921년 10월 24일 함흥축구단을 조직했다는 기사가 있으나, 또 다른 증언에 의하면 1938년 함흥축구단이 조직되기 전까지 함흥에는 일본인만으로 구성된 야구단과 조선인과 일본인이 절반씩 섞인 럭비팀만이 있었다고 한다. 그러나 분명한 것은 1938년 이전에도 전조선도시대항축구대회 등에서 함흥의 참가기록이 있다는 것이며, 이러한 점을 고려시 함흥 역시 조선의 여느 도시들과 마찬가지로 대회가 있으면 그때 그때 유력 선수들을 모아 팀을 만들어 대회에 참가했던 것으로 보인다.
하지만 1937년까지 조선의 축구 판도는 경성과 평양이 양분하고 있었다. 함흥의 축구 환경은 척박하여, 함흥에서 태어나 계속 활동해왔던 선수는 영생고등보통학교 출신 공격수 이기환 뿐이었다. 그럼에도 1938년 이전부터 축구단 창단을 위한 움직임은 있었다. 1933년 조선축구협회 창립 당시 함경도 대표로 참석한 이성주는, 이후에도 지방 이사(理事)의 자격으로 전조선축구대회 및 경평전을 자주 관전한다. 그는 이후 조선축구협회 함경남도 지부를 결성하여 관북지방 축구 보급에 힘쓴다. 한편 1935년 이후 경평전이 중지상태에 들어가자, 함흥의 유지였던 김명학은 경성축구단의 임흥순 단장, 평양축구단의 최일 단장과 함께 모임을 갖고 경성, 평양에 함흥을 더해 3도시대항축구전 개최를 구상한다.
1936년에는 함흥에서 이성주, 홍덕수, 한설야, 전상수 등 체육계 인사들이 중심이 되어 함흥체육회를 조직한다. 1937년 함흥에 있는 영생고등보통학교 및 함흥고등보통학교 출신들을 중심으로 함흥축구팀을 조직하며, 그 해 가을 경성에서 열린 조선신궁경기대회(재조선 일본인들 중심의 대회)에 출전하여 준결승까지 진출하는 등, 첫 중앙무대 진출로는 무난한 성적을 거두자 정식 축구단 창단의 여론이 높아진다.

### 창단
1938년 6월 20일 , 함흥시 군영통에 있는 김명학외과병원에서 함흥의 체육계 인사들이 모여 함흥축구단을 정식 창단하게 된다. 창단 당시 함흥축구단의 조직은 다음과 같다.
- 단장: 김명학
- 부단장: 이성주
- 총무: 홍덕수
- 간사: 전상수
- 주무: 이덕종, 안명준
- 감독: 문태수
- 선수:	모기춘, 김인철, 이방림, 송기수, 황정현, 이기환, 임영순

함흥축구단은 이들 창단멤버들과 함께, 팀을 이끌 수 있는 코치 겸 선수로 활약할 지도자를 초빙하기로 한다. 이를 위해 당시 연희전문 출신으로 경성축구단 및 일본 축구 국가대표팀에서 활약하던 이유형을 스카우트 해오며, 이 과정에서 조선축구협회 회장이던 여운형의 도움을 받는다. 한편 총무였던 홍덕수는 평양의 숭실전문학교 출신이라는 이력을 활용하여, 같은 숭실전문이나 광성고보 등 평양 출신 선수들을 영입하는 데에 나선다. 이외에도 함흥축구단은 경성이나 평양의 젊은 선수들을 영입하는데 나선다. 이미 경성과 평양 축구단은 포화 상태였고, 유명 선수들 때문에 출전하지 못하던 젊은 선수들을 영입했던 것이다. 타 지역에서 영입된 선수들을 정리해보면 다음과 같다.
- 1차 영입
  - 조용해, 김희수, 홍종칠(이상 대구)
  - 노택림, 박명서, 옥정빈, 차순옥, 한선원(이상 평양)
  - 오의근(경성)
  - 강도희, 정국진(연희전문졸)
- 2차 영입
  - 김성간, 이용일

### 전성기
경성과 평양으로 양분되었던 조선의 축구판도는, 1938년 함흥의 등장 후 3파전으로 변한다. 함흥축구단은 창단 직후인 1938년 10월, 3지방대항축구전에서 전승을 거두고 우승을 차지하였으며, 이어 11월 열린 전조선종합축구대회(현 FA컵의 전신)와 이듬해 열린 전조선도시대항축구대회에서도 연거푸 우승을 차지하며 돌풍을 일으킨다.
국내대회뿐 아니라 일본에서 열린 대회에서도 두각을 나타내는데, 1939년과 1940년 일본에서 열린 메이지신궁 경기대회 (현 국민체육대회의 전신)에서 연속으로 우승한 것이 그 대표적 예이다. 이 대회는 이미 1935년 경성축구단이 우승을 거두었던 대회이다. 하지만 그 때는 사실상 평양 선수 일부가 추가된 경평 연합 팀이었던 것에 반해, 함흥의 경우 순수 지방 단일팀으로 우승한 것이었기에 의미가 더 컸다. 특히 1940년 대회에서는 4전4승에 23득점 0실점으로 막강한 화력을 자랑하며 함흥의 전성기를 빛냈다. 하지만 함흥이 이러한 일본대회에 출전하는 바람에, 1939년 3도시대항축구전이 경성, 평양 두 도시만으로 진행되었고, 1940년에는 대회 자체가 열리지 못하는 등 국내 대회에는 소홀했다는 비판을 받기도 하였다.
1941년부터 메이지신궁 경기대회는 지역 연고팀의 출전을 불허하고 단일 직장의 실업팀만의 출전을 허용하여 함흥의 3연패는 불가능해졌다. 이어 1942년 일제의 구기종목금지령으로 함흥축구단 역시 다른 지역 축구단과 마찬가지로 활동을 중단한다.

## 주요 인물
함흥이 창단 직후 돌풍을 일으키며 신생 강호로 거듭날 수 있었던 것은, 함흥 지역 유지들의 전폭적인 지지가 있었기 때문이었다.
단장 김명학은 경성의학전문학교를 졸업한 외과개업의로서, 함흥부회의원, 함경도평의원을 겸직하고 있었다. 그의 영향력과 재력은 막강하여, 일본인 함경도지사가 부임해와도 그를 먼저 접견했을 정도로 지역 유력 인사였다. 그는 승마, 사냥, 스케이트 등을 즐기는 스포츠 광이기도 했으며, 이는 함흥축구단 창단을 주도하는 데에도 영향을 미친다. 부단장 이성주는 함흥 동명극장과 양조장을 운영하는 재력가이자 함흥체육회의 총무였다. 감독 문태수는 금융회사 경영인의 아들로, 동경제3고와 쿄토제대를 나온 엘리트였다.
이들은 자신들이 운영하던 회사에 선수들을 전부 취직시키면서, 직장 근무는 오후 2시까지만 하고 6시간은 훈련을 하게 하였다. 선수들에게 월급 외에 수당을 지급하였으며, 1주일에 한번은 갈비를 제공하는 등 최고의 대우를 한다. 이러한 지원을 바탕으로 함흥은 전국 유명 선수들을 영입하게 된다. 또한 경성에서 영입된 이유형은 일본대표 당시 합숙 경험을 토대로 과학적이고 장시간의 훈련을 지도한다. 이러한 점들은 함흥이 신생 명문 팀으로 거듭날 수 있는 원천이 된다.

## 계승
2003년 실향민 2세, 3세를 위주로 재창단 된 FC 함경남도 축구단  은 1938년에 창단된 함흥축구단 계승을 모토로 하고 있다. 이들은 대한축구협회 등록 이종클럽 대회인 코니그린컵에 참가하는 등의 활동을 하고 있다.

## 역대 주요 성적
- 전조선축구대회
  - 우승 ● (1): (1938)
- 3도시대항축구전
  - 우승 ● (3): (1938, 1941, 1942)
- 전조선도시대항축구대회
  - 우승 ● (2): (1939, 1940)
- 메이지신궁 경기대회
  - 우승 ● (2): (1939, 1940)

## 같이 보기
- 경성 축구단
- 평양 축구단
- 3도시대항축구전

## 참고 자료

### 참고 문헌
- 윤경헌, 최창신『축구 = 1 : 國技축구 그 찬란한 아침 』국민체육진흥공단, 1997, p. 111-123.
- 大韓蹴球協會 편 『韓國蹴球百年史』라사라, 1986, p. 234-235.